# Irregularia

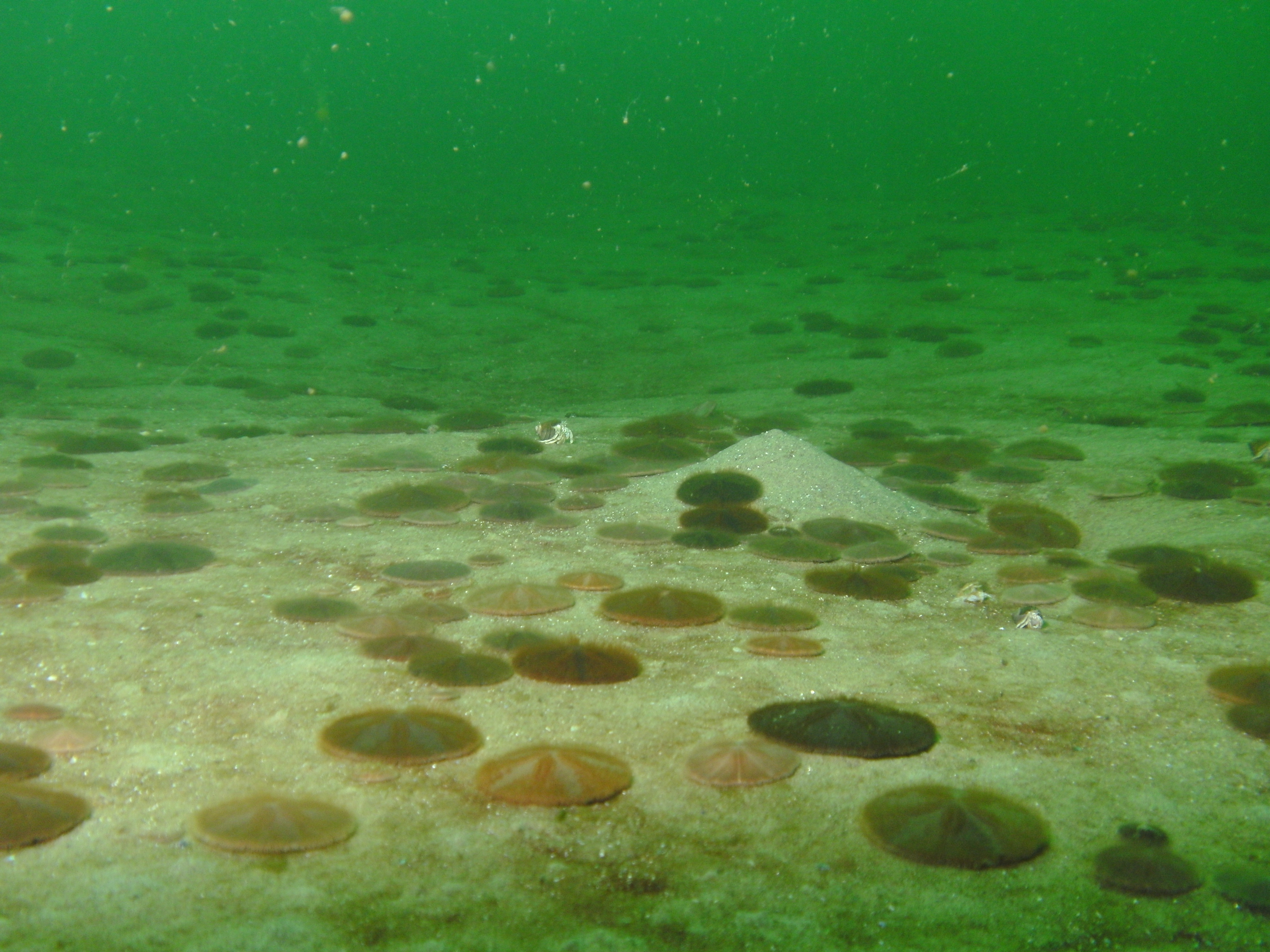
Agregação de Echinarachnius parma (Atlântico.

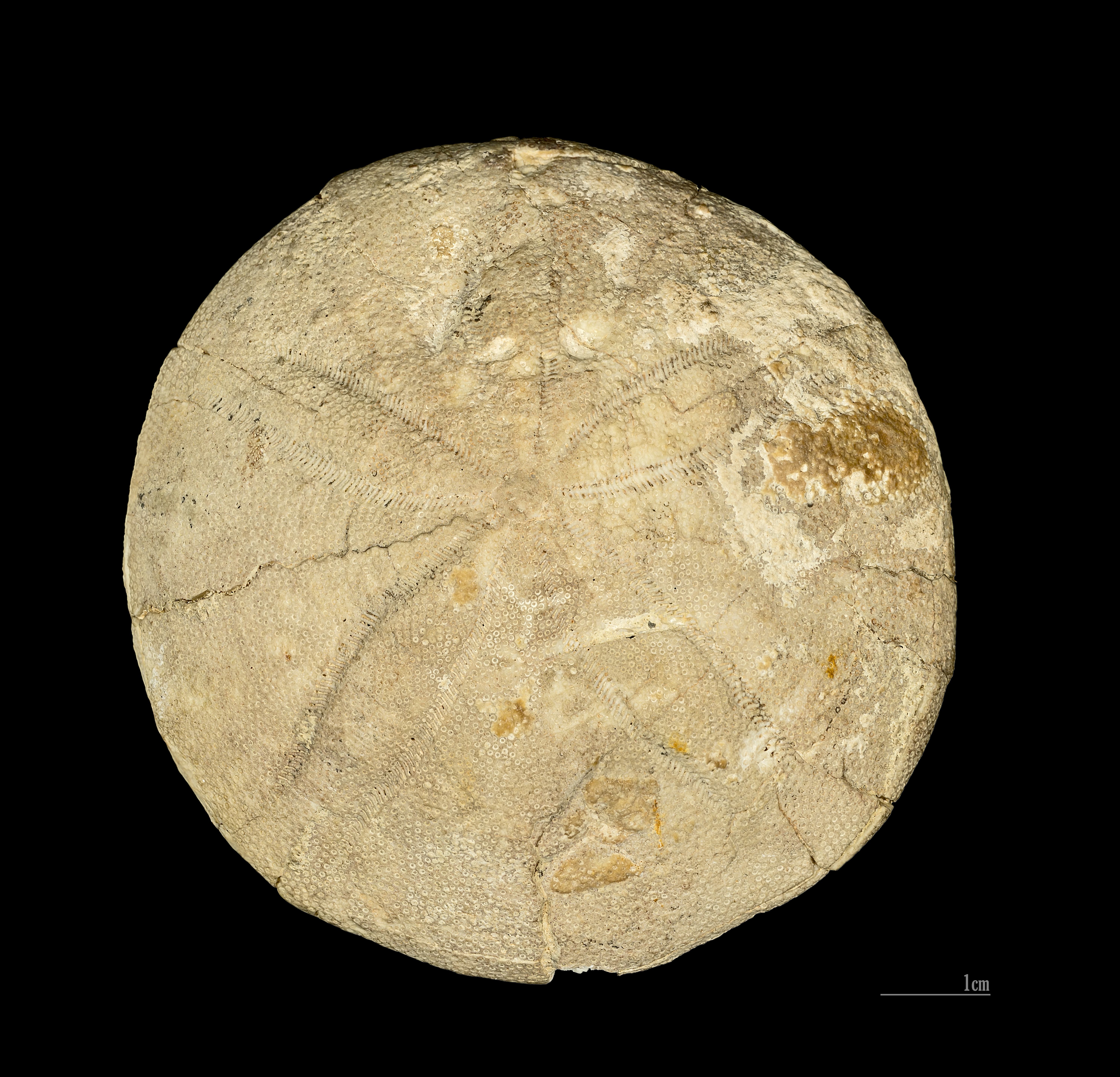
Fóssil de Echinolampas, um ouriço-do-mar irregular, relativamente basal, que conserva uma forma arredondda e globosa.

Irregularia é uma infraclasse de equinodermes pertencente à subclasse dos ouriços-do-mar (Euechinoidea). Apresentam como característica distintiva morfologia corporal irregular, não respeitando a simetria radial típica do grupo.

## Descrição
Este clade agrupa os ouriços-do-mar com morfologia corporal irregular, isto é sem simetria radial nem formas globosas edferoidais. Nos membros dete grupo, o periprocto (ânus) está geralmente posicionado longe do ápice da face aboral, posição que ocupa nos ouriços regulares. Este posicionamento dá origem ao aparecimento de um eixo ântero-posterior, com a consequente simetria bilateral, o que diferencia estes organismos por eliminar a simetria pentaradial habitual nos equinodermes. Em alguns casos, o ânus localiza-se na proximidade da boca, ao passo que o madreporito e os poros genitais permanecem na parte central do lado aboral. O peristoma (boca) é por vezes deslocado para a frente, assumindo uma forma alargada e frequentemente rodeado por sulcos bucais. A lanterna de Aristóteles está frequentemente ausente, é vestigial ou está reduzida a um «moinho de areia» plano.
Excepto nos grupos mais basais, a testa perdeu a sua forma globular para assumir uma morfologia ovóide (nos Atelostomata) ou aplainada e frequentemente disciforme (como nos Clypeasteroida).
Os radíolos (espinhos) são geralmente modificados, formando um «tapete» de apêndices muito finos e curtos, muito móveis, o que permite ao animal uma eficaz locomoção através da areia ou da vasa, onde a maioria das espécies deste grupo vive enterrada. Como função adicional, este «tapete» de espinhos móveis optimiza o encaminhamento das partículas de alimento em direcção à boca, razão pela qual os radíolos das faces oral e aboral são em geral muito diferentes. Na face aboral, a testa é geralmente ornada por uma estrutura petalóide que forma uma «flor» de 5 «pétalas», que são na realidade ambulacros.

## Ecologia e comportamento
Os ouriços-do-mar irregulares conhecidos apresntam todos um regime alimentar sedimentívoro: os seus radíolos e pés ambulacrários são utilizados para revolver e filtar os sedimentos, encaminhando para a boca as partículas nutrientes, muitas vezes através de sulcos bucais. Em consequência deste regime alimentar, estes organismos vivem mais ou menos enterrados no sedimento, às vezes completamente enterrados em areias ou lodos (são nesse caso organismos endógeos), respirando através de uma "chaminé" aberta nbo material sedimentar. Para escapar aos predadores, muitas espécies vivem enterrados de dia e apenas emergem à noite para se alimentar nos sedimentos.
Os ouriços-do-mar escavadores podem formar agregações com densidade populacional extremamente elevada, as quais constituem uma parte significativa da biomassa dos grandes fundos arenosos e lodosos. O seu regime alimentar, que implica a necessidade de remover grandes quantidades da vasa depositada sobre os fundos marinhos, leva que estes animais assumam grande importância nos processos biológicos de decomposição e disponibilização de nutrientes a nível planetário, fazendo deles grandes fornecedores de serviços ecossistémicos.

## Taxonomia
A infraclasse Irregularia inclui as seguintes super-ordens e ordens:

### Superordem Atelostomata
A superordem Atelostomata com a seguinte estrutura:
- Família fóssil Acrolusiidae Mintz, 1968 †
- Família fóssil Collyritidae d'Orbigny, 1853 †
- Família fóssil Disasteridae Gras, 1848 †
- Ordem Holasteroida
- Ordem Spatangoida
  - Família fóssil Tithoniidae Mintz, 1968 †
    - Género fóssil Atlasaster Lambert, 1931 †

  - Família fóssil Desorellidae Lambert, 1911a †
- Ordem Echinoneoida
  - Família fóssil Galeropygidae Lambert, 1911a †
    - Género fóssil Grasia Michelin, 1854 †
- Ordem fóssil Holectypoida †
  - Família fóssil Menopygidae Lambert, 1911 †
    - Género fóssil Mesodiadema Neumayr, 1889 †

### Superordem Neognathostomata
A superordem Neognathostomata com a seguinte estrutura:
- Família Apatopygidae Kier, 1962
- Família fóssil Archiaciidae Cotteau & Triger, 1869 †
- Ordem Cassiduloida
- Ordem Clypeasteroida
  - Família fóssil Clypeidae Lambert, 1898 †
  - Família fóssil Clypeolampadidae Kier, 1962 †
- Ordem Echinolampadoida
  - Família fóssil Nucleolitidae L. Agassiz & Desor, 1847 †
  - Família fóssil Pygaulidae Lambert, 1905 †
    - Género fóssil Pygolampas Saucède, Dudicourt & Courville, 2012 †

  - Família fóssil Pygasteridae Lambert, 1900 †
  - Família fóssil Pygorhytidae Lambert, 1909b †

A existência e estrutura deste taxon, apoiada no sistema de classificação proposto por Kroh & Smith (2010), ainda não é reconhecida como válida por algumas bases de dados fologenético, entre as quais a ITIS.

## Galeria

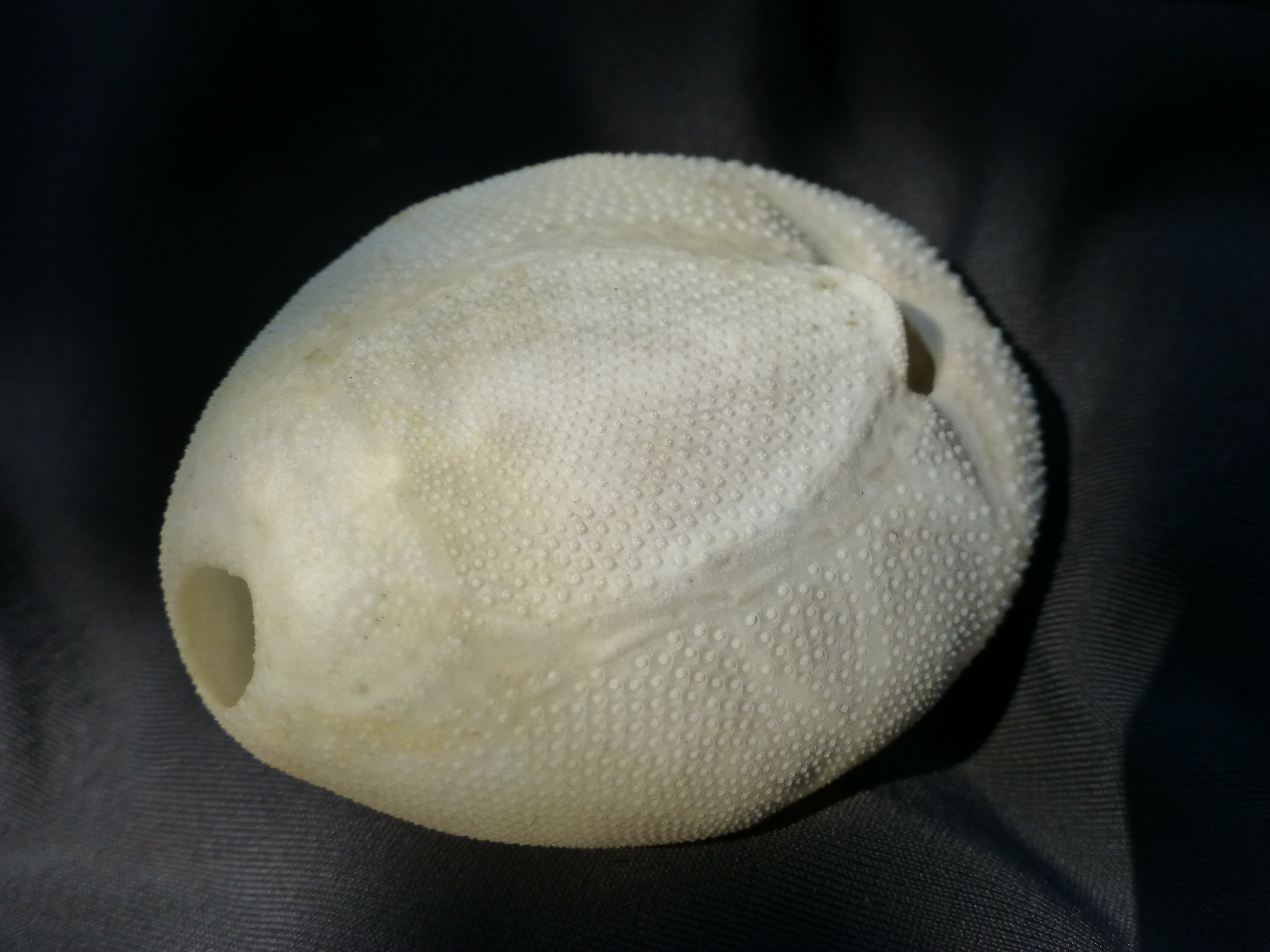
Testa de um ouriço-do-mar spatangóide (face oral) : a boca está à direita e o ânus à esquerda.
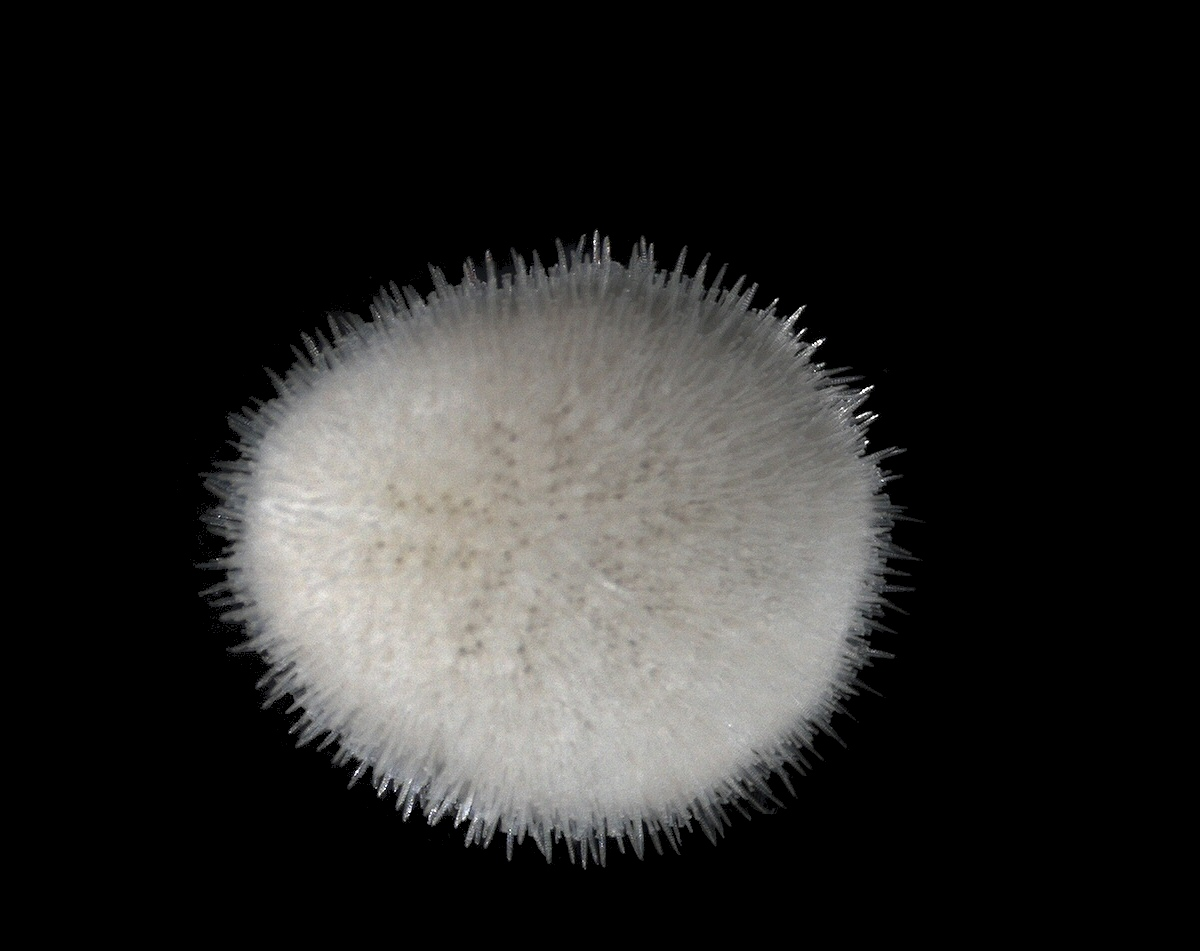
Echinocyamus pusillus.
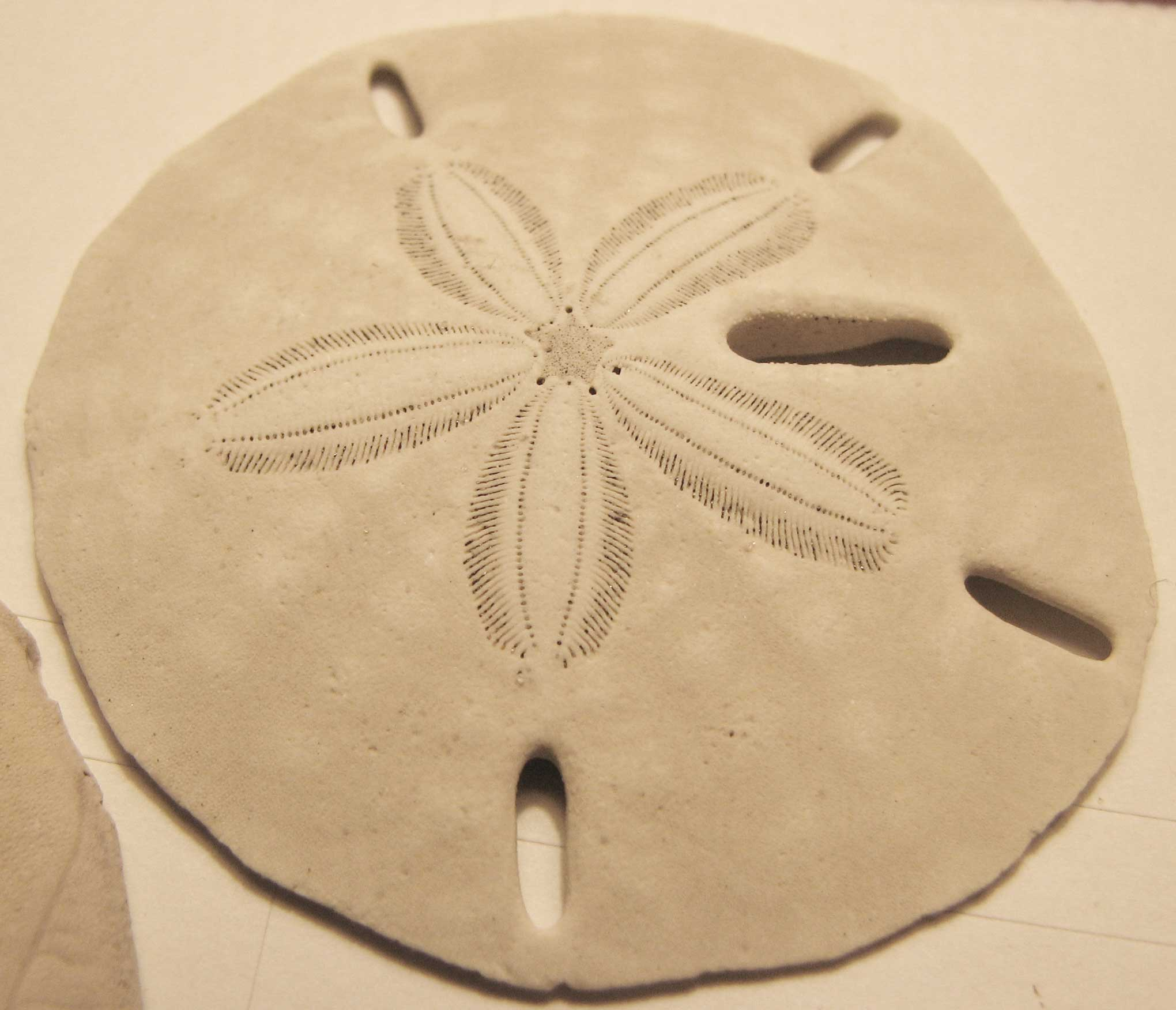
Testa de Mellita quinquiesperforata.
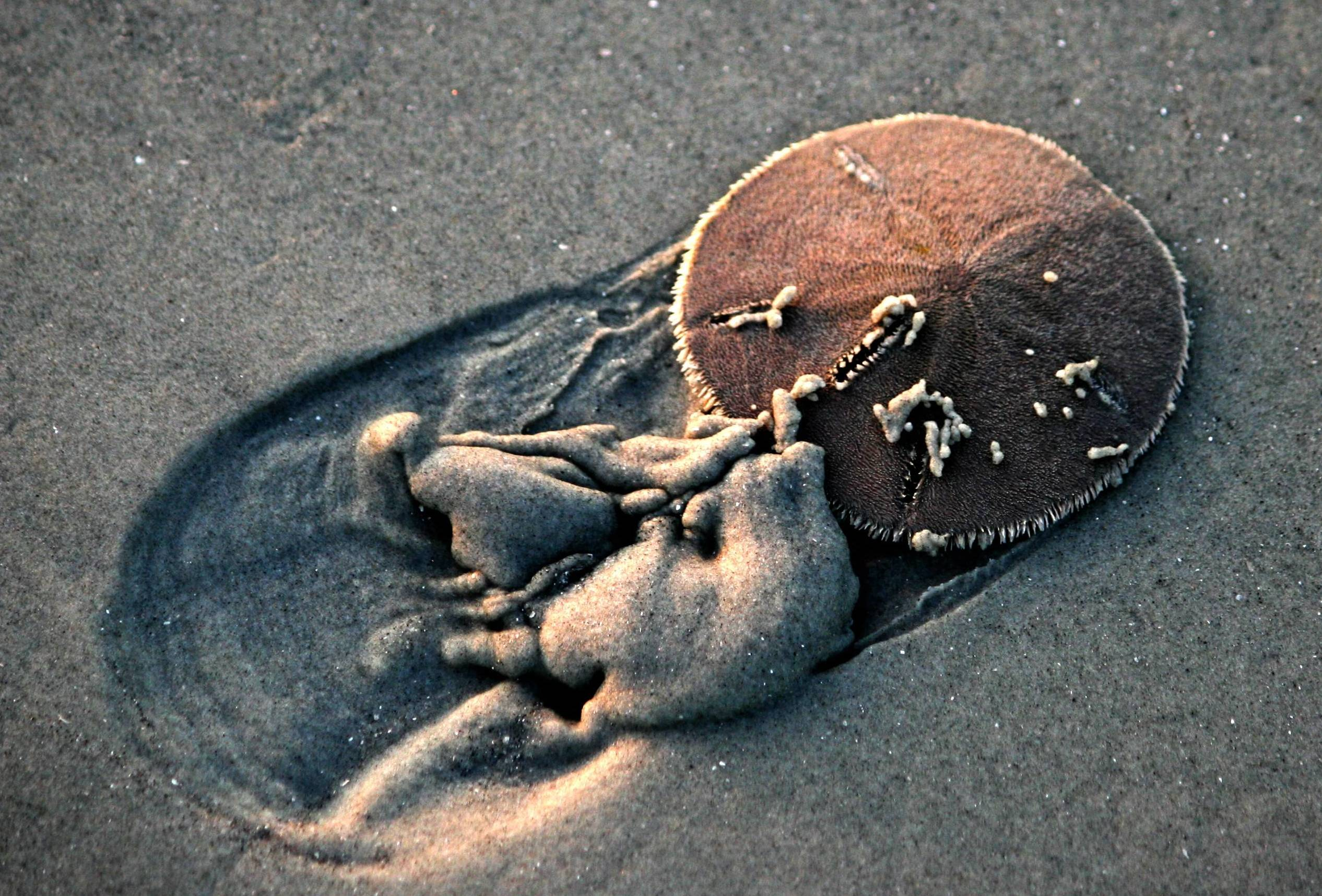
Um ouriço-do-mar do grupo Scutellina no seu ambiente natural.
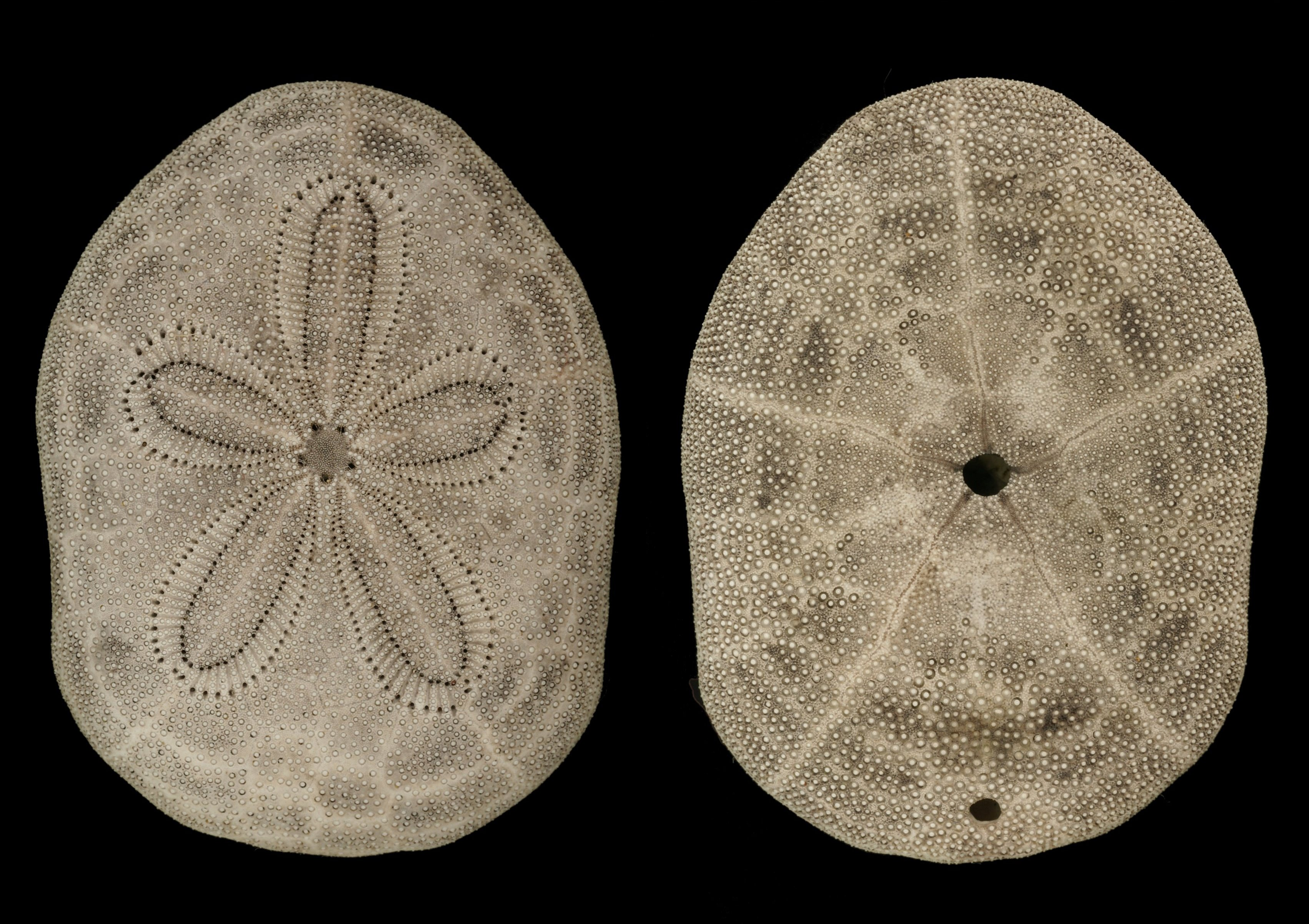
Clypeaster reticulatus (família Clypeasteridae).
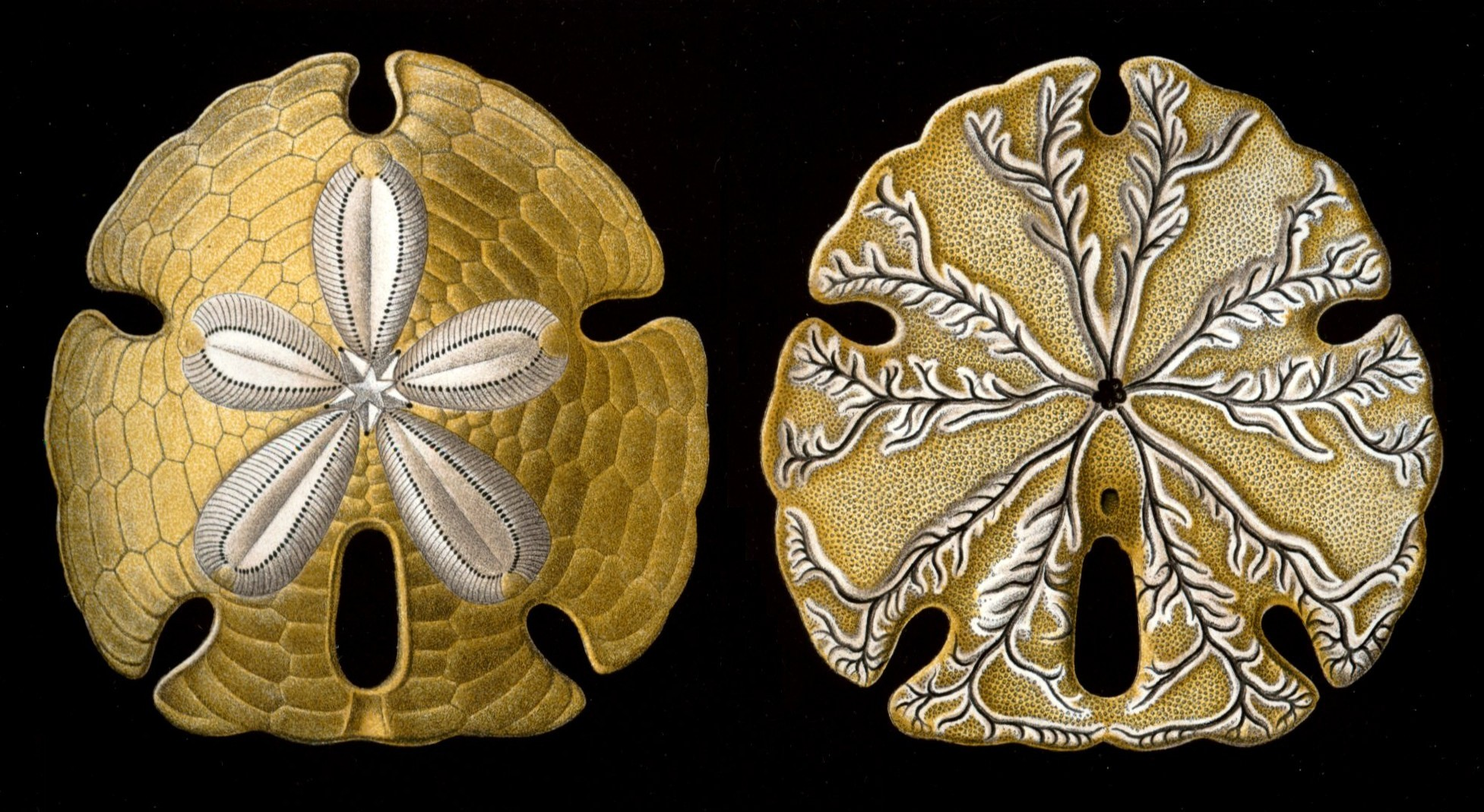
Encope emarginata (face aboral e face oral) desenhado por Ernst Haeckel em Formes artistiques de la nature (1904).
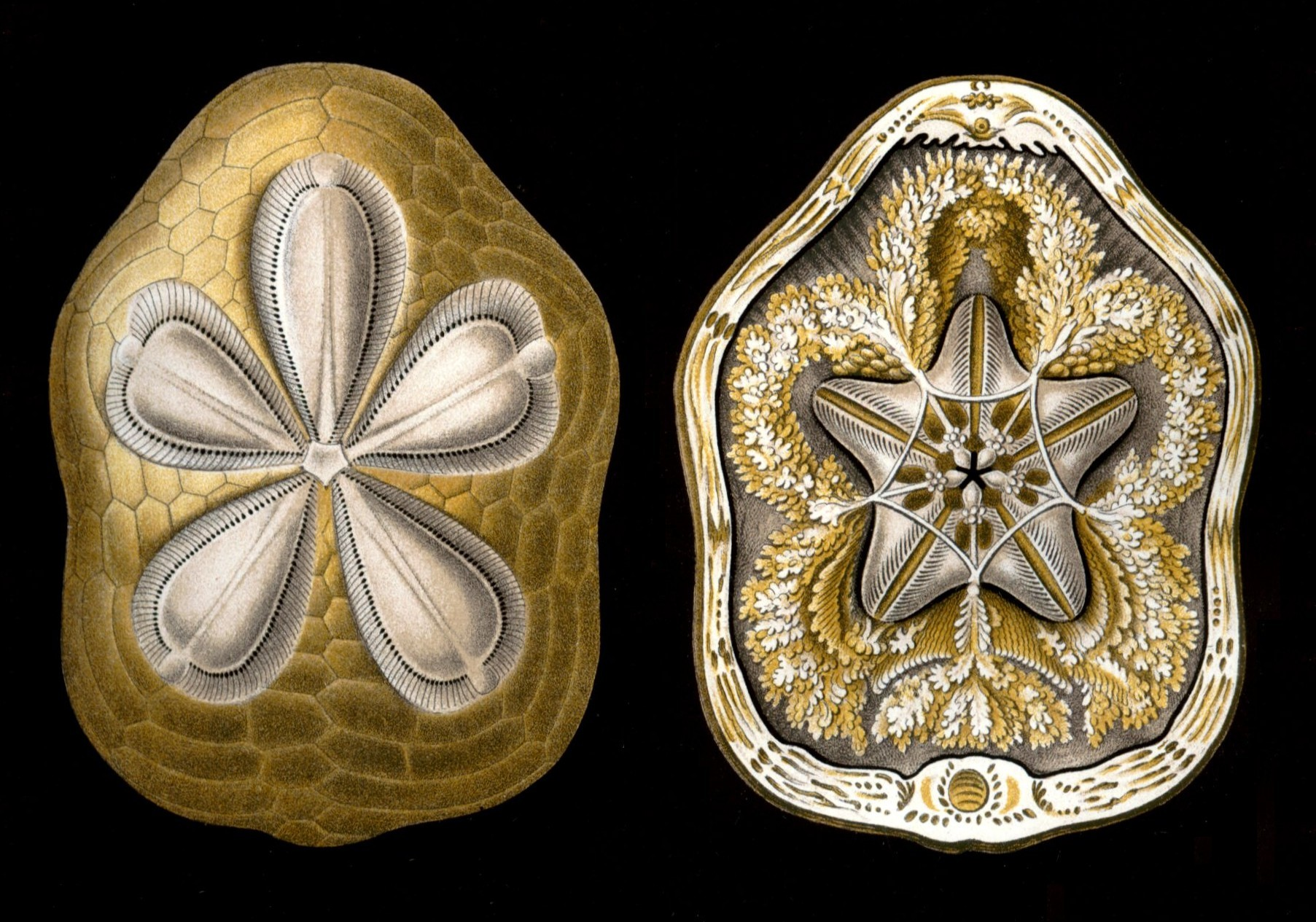
Clypeaster rosaceus (face aboral e vista superior em corte), ibid.
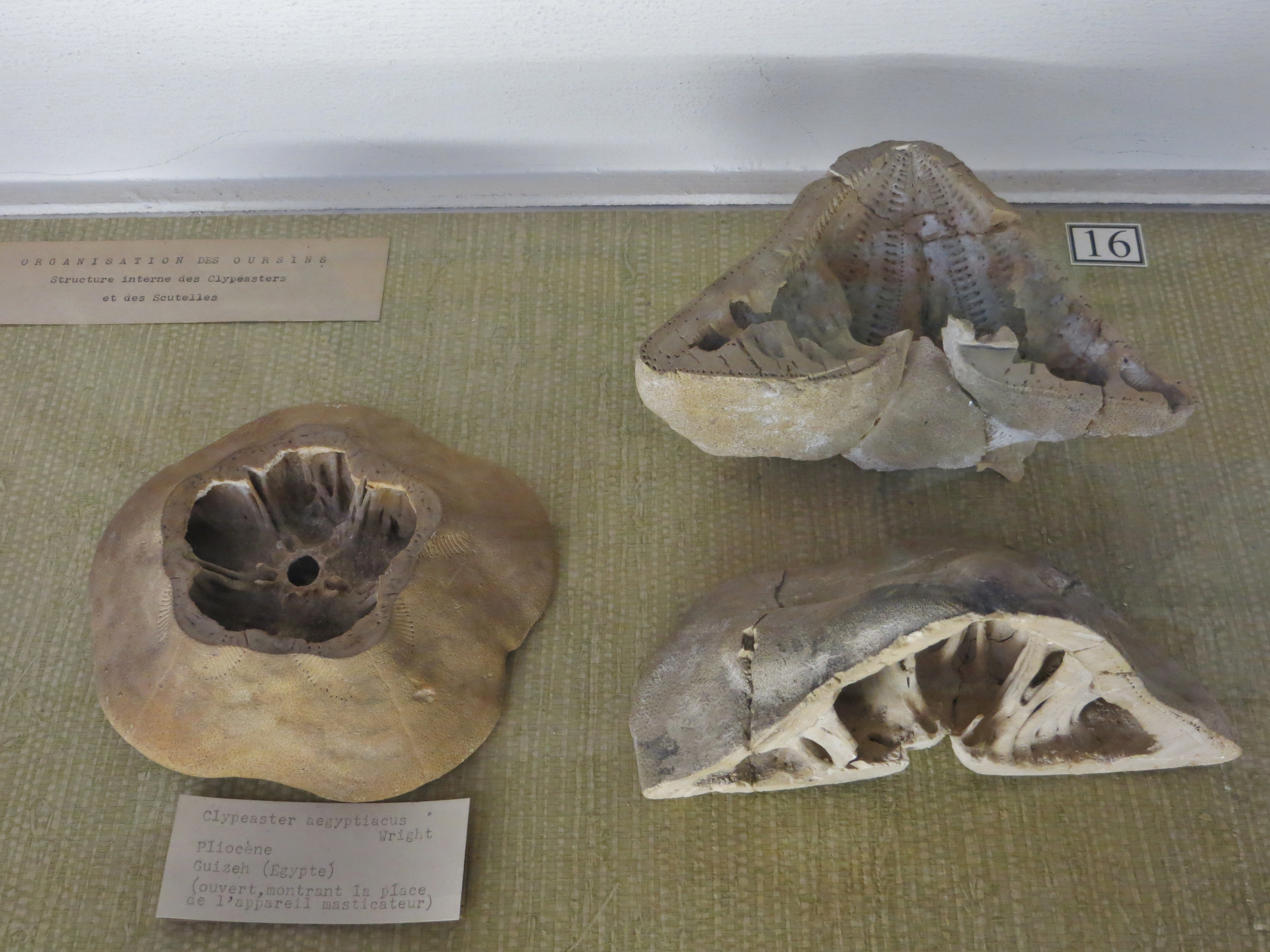
Diferentes cortes de Clypeaster aegypticus, mostrando a compartimentação e as estruturas internas da testa.
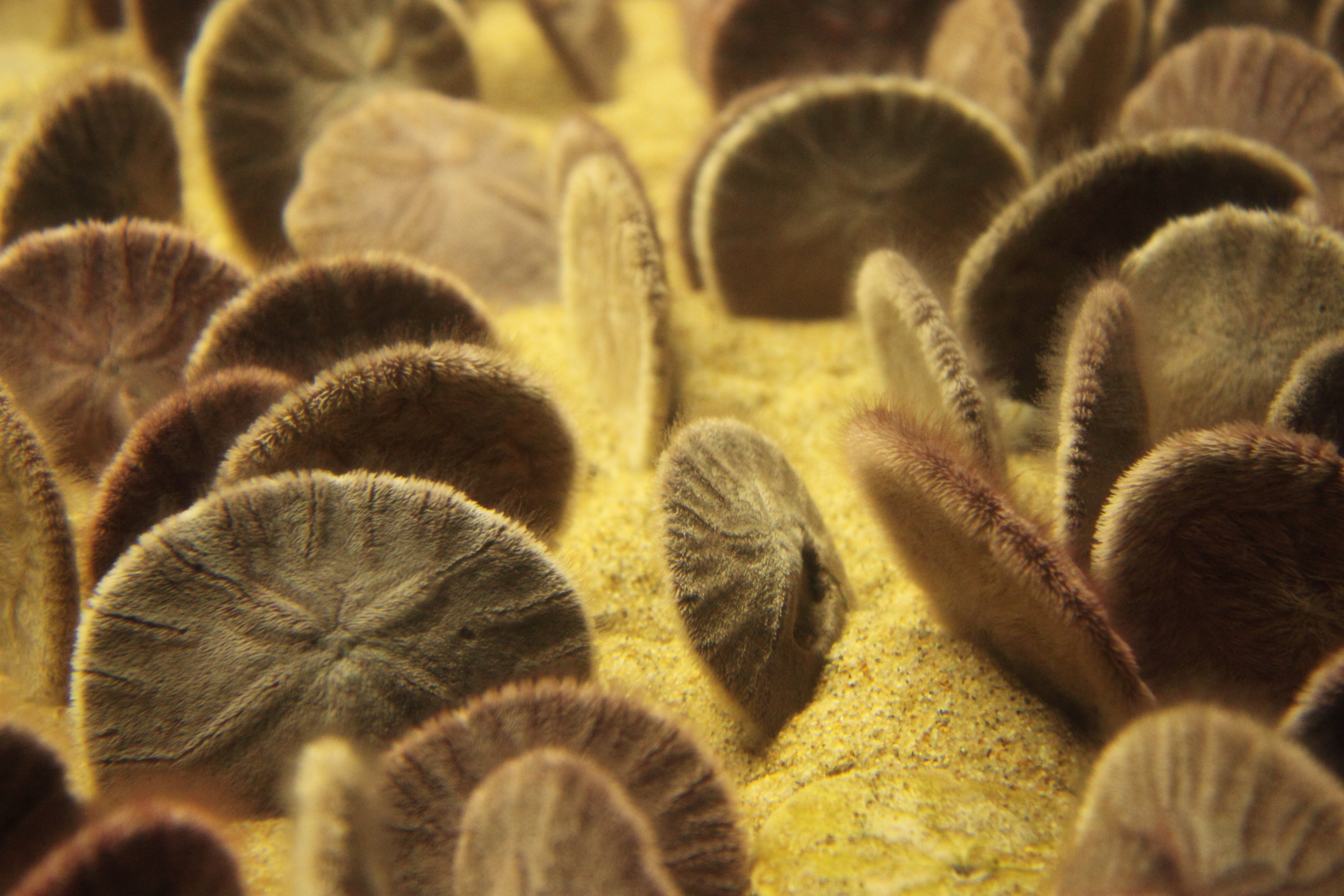
Grupo de bolachas-da-praia vivas no Monterey Bay Aquarium.
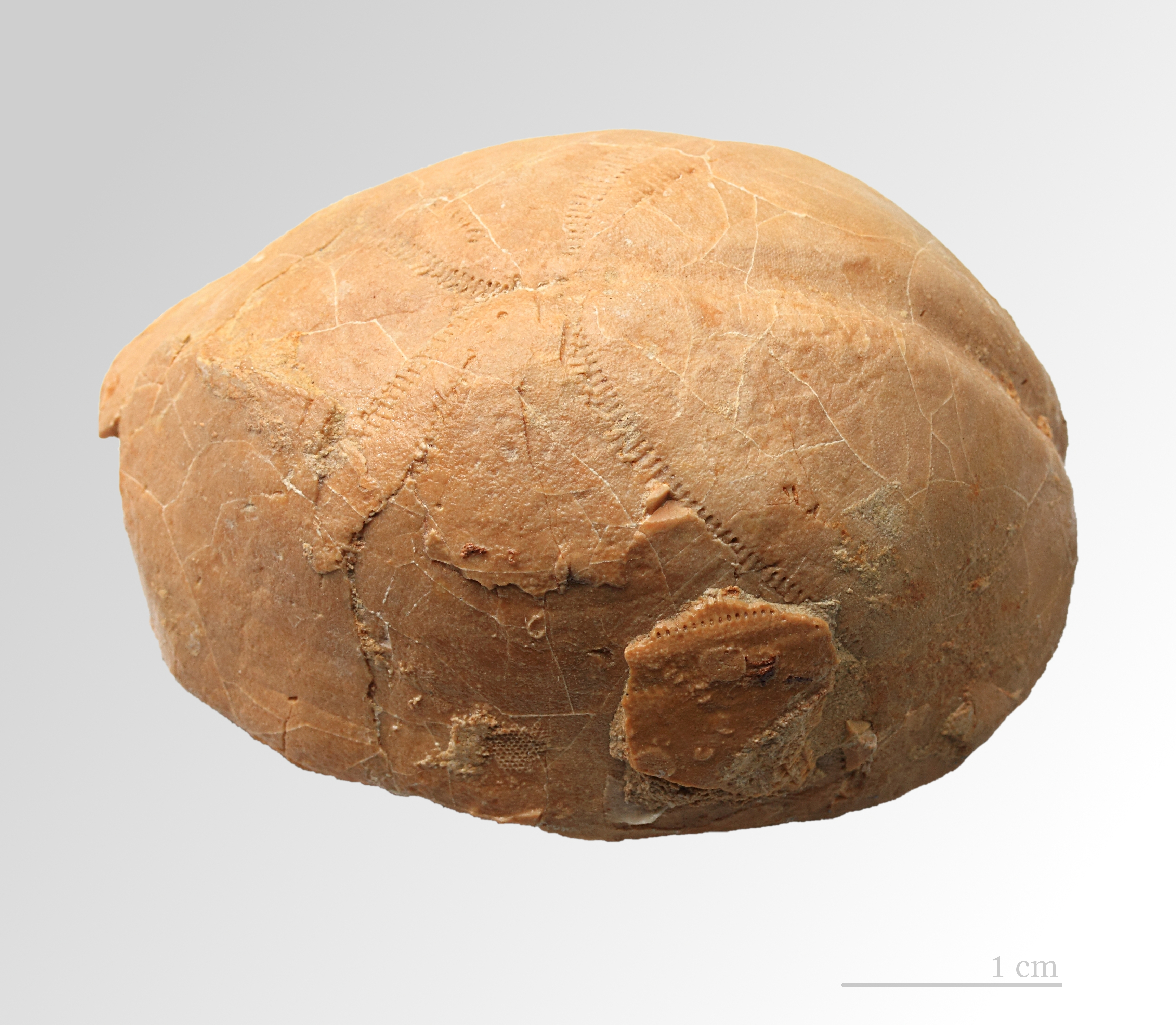
Fóssil de Hemipneustes pyrenaicus (Holasteroida).
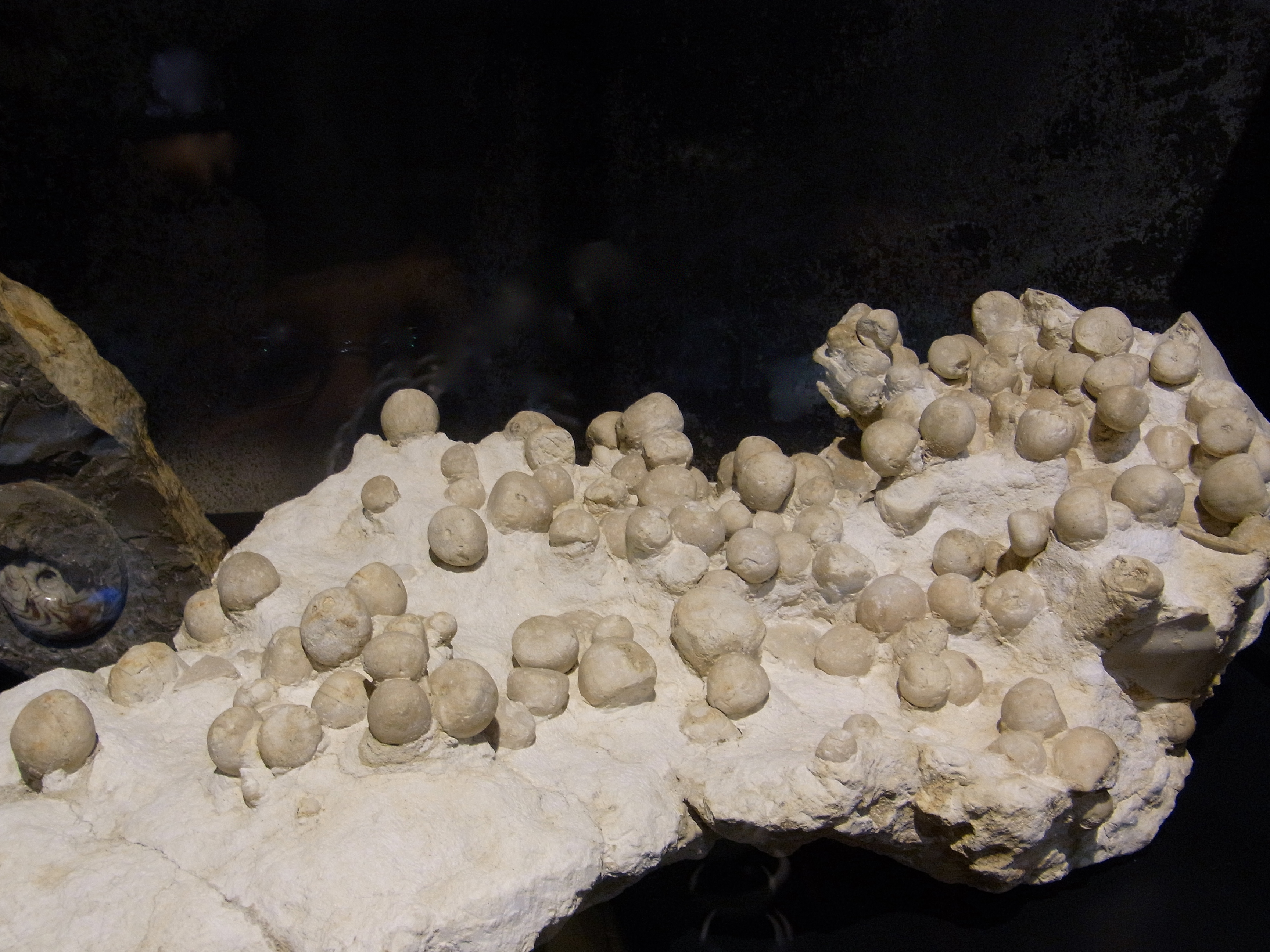
Fósseis de Conulus subroundatus (Echinoneoida).
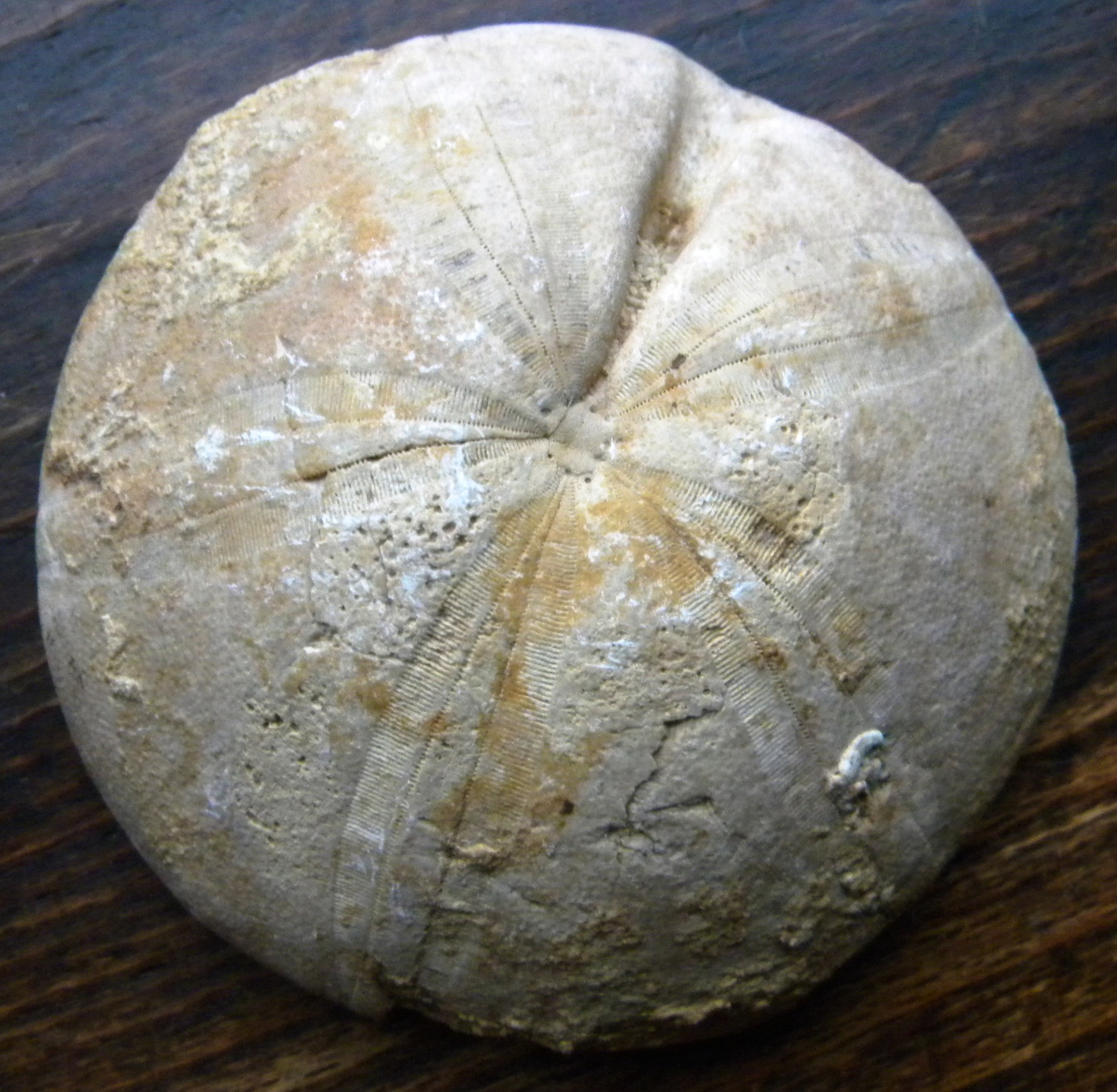
Fóssil de Clypeus plotii (Cassiduloida).
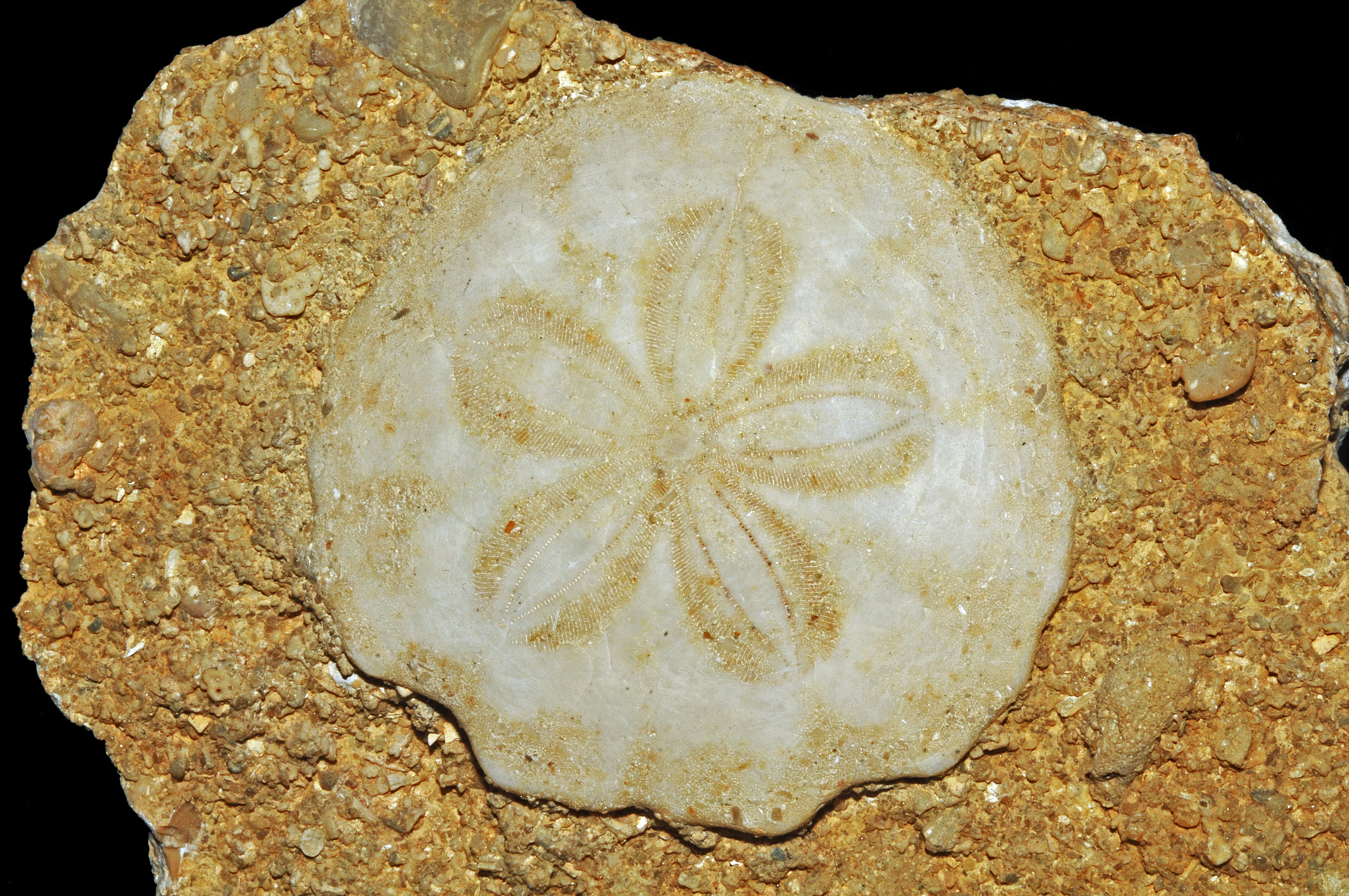
Fóssil de Scutella subrotunda (Clypeasteroida).
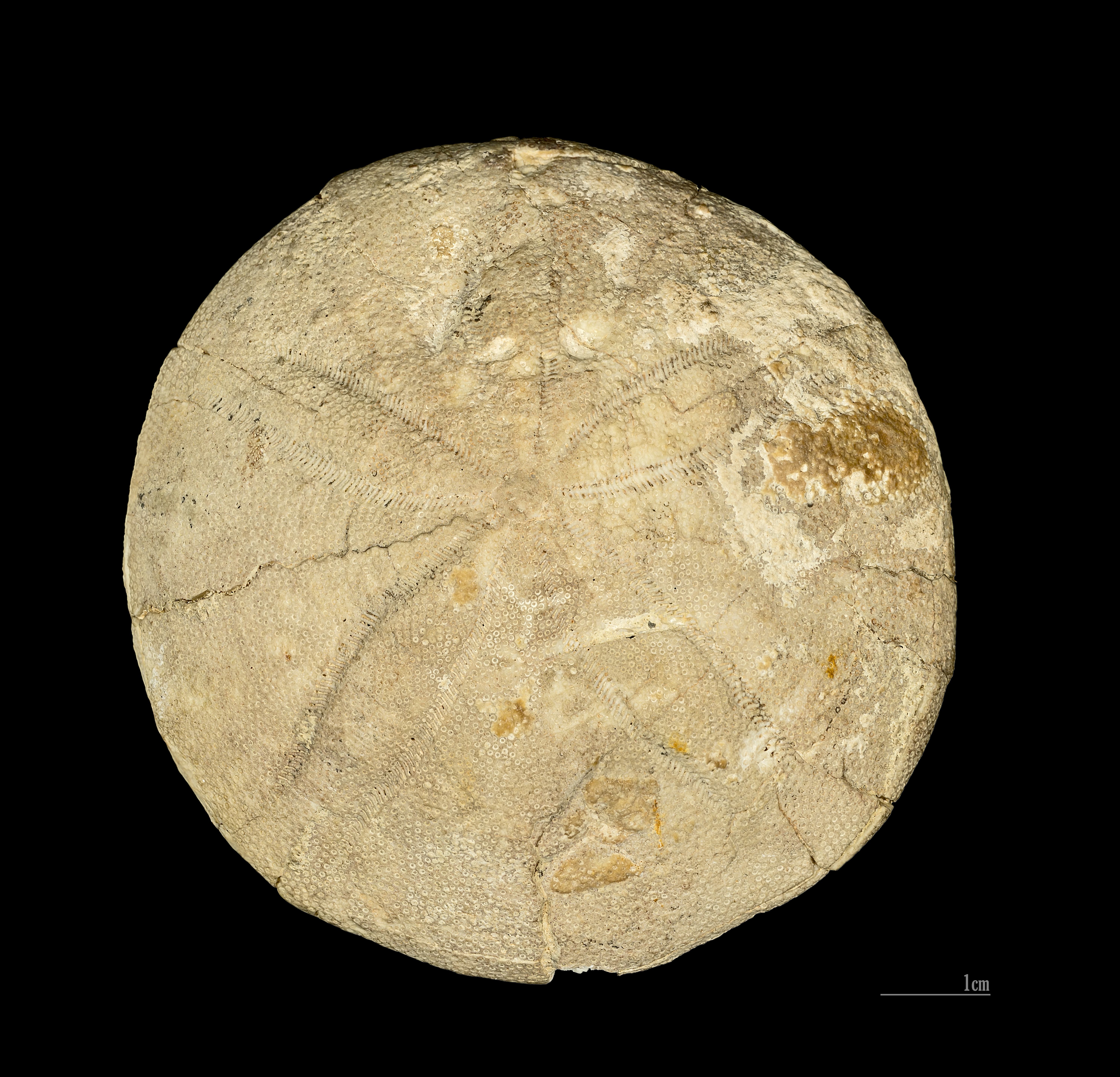
Fóssil de Echinolampas hemisphaericus (Echinolampadoida).